# Deutsche Entomologische Zeitschrift
Die Deutsche Entomologische Zeitschrift ist eine naturwissenschaftliche Fachzeitschrift. Herausgebende Organe sind die Deutsche Entomologische Gesellschaft, das Zoologische Museum (Berlin) und das Museum für Naturkunde Berlin. Seit 2014 erscheint die Zeitschrift im Open Access.

## Geschichte
Die Zeitschrift erschien von 1857 bis 1914 unter dem Titel Berliner entomologische Zeitschrift. Herausgegeben wurde sie vom damaligen Berliner Entomologischen Verein.